# Vía crucis (película)
Vía crucis es una película colombiana estrenada en 2018, dirigida por Harold De Vasten y protagonizada por Ariel Martínez, Elizabeth Sánchez, Miguel Ángel Viera, Juan de Xaraba y Héctor Mejía. Participó en importantes eventos a nivel nacional e internacional como los festivales de cine de Morelia, Trinidad y Tobago, Martinica y Bogotá. La película fue rodada en el municipio de Timbío, en el departamento del Cauca, Colombia.

## Sinopsis
En plenas celebraciones de Semana Santa en el año 2020, Isabel y Jesús María, habitantes de un pequeño pueblo colombiano, buscan cada uno a su manera la total recuperación de su hija enferma. La madre apela a la religiosidad organizando el popular Vía crucis o el recorrido de Jesús hacia la cruz, y el padre recurre a la política, sin saber que ese preciso día recibirán una importante lección.

## Reparto
- Luis Ariel Martinez es Jesús María.
- Elizabeth Sánchez es María Isabel.
- Laura Gabrielle Castaño es María.
- Héctor Mejía es el profesor Manrique.